# Cafè Colón
L'antic Cafè Colón, també conegut com el Cafè Colom, és un edifici del centre de Terrassa (Vallès Occidental), protegit com a bé cultural d'interès local. És situat a la plaça Vella, a la cantonada amb el carrer Cremat.

## Descripció
És un edifici cantoner de grans proporcions, de planta baixa i dos pisos i entre mitgeres. La façana principal és de composició simètrica i plana, amb un ritme d'obertura de cinc arcs carpanells a la planta baixa, que es repeteixen al primer pis i donen accés a una balconada. A la planta segona, i seguint el mateix ritme vertical, s'obren finestres geminades en arc de mig punt. A la part superior hi ha respiralls de forma ovalada i una cornisa amb dentellons.

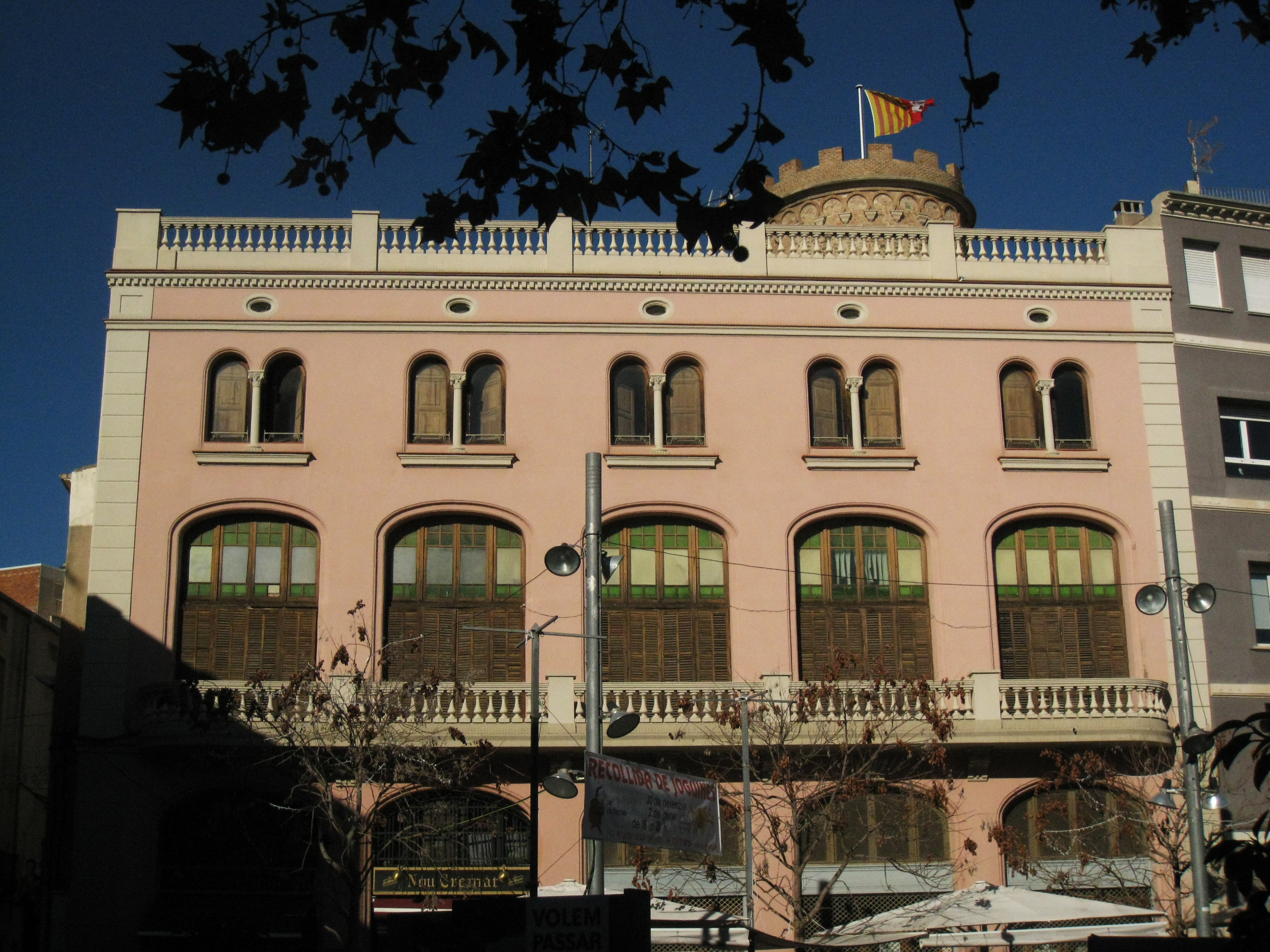
Detall de la façana, amb la torre del Palau traient el cap darrere l'edifici

## Història
Aquest edifici és situat a l'illa de cases on hi havia el Castell de Terrassa, del qual es conserva la torre de l'homenatge, coneguda com la torre del Palau. Les cases del Castell, tal com es coneixien, foren enderrocades el 1891 i el 1893 s'hi va construir el Cafè Colón, de planta baixa i amb una gran portalada neoclàssica, i al costat esquerre, fins a arribar al carrer Cremat, el 1894 s'hi van aixecar cinc barraques o quioscos de fusta per a ús comercial. Abans, en aquest mateix lloc hi va haver un cafè anomenat Español, que l'any 1893 va ser remodelat per Lluís Muncunill per encàrrec de Jaume Casamada i Josep Fatjó i va canviar el nom pel de Cafè Colón, un petit cafè d'estil eclèctic al qual s'accedia per un gran arc de mig punt.
El projecte de Muncunill del primer Cafè Colón data de l'11 de setembre de 1893. Aquest mateix arquitecte en realitzà l'any 1926 l'ampliació fins a la cantonada del carrer Cremat, substituint les botiguetes, que també havia construït ell, i la reforma del cafè, que va ser enderrocat i substituït per l'edifici actual, el qual és el que ha arribat fins als nostres dies. L'edifici és d'estètica noucentista, de tradició clàssica. Ha sofert algunes modificacions, tot i que conserva bastant fidelment el seu aspecte original, amb una característica balconada amb balustres.
El cafè funcionava com un casino, i a les dependències superiors hi havia les diferents seccions de socis, amb els billars i una sala de cinema. L'edifici fou adquirit per instal·lar-hi la Ferreteria Puigmartí, que n'ocupa la major part; la cantonada amb el carrer Cremat allotja un bar.